# La Coupole

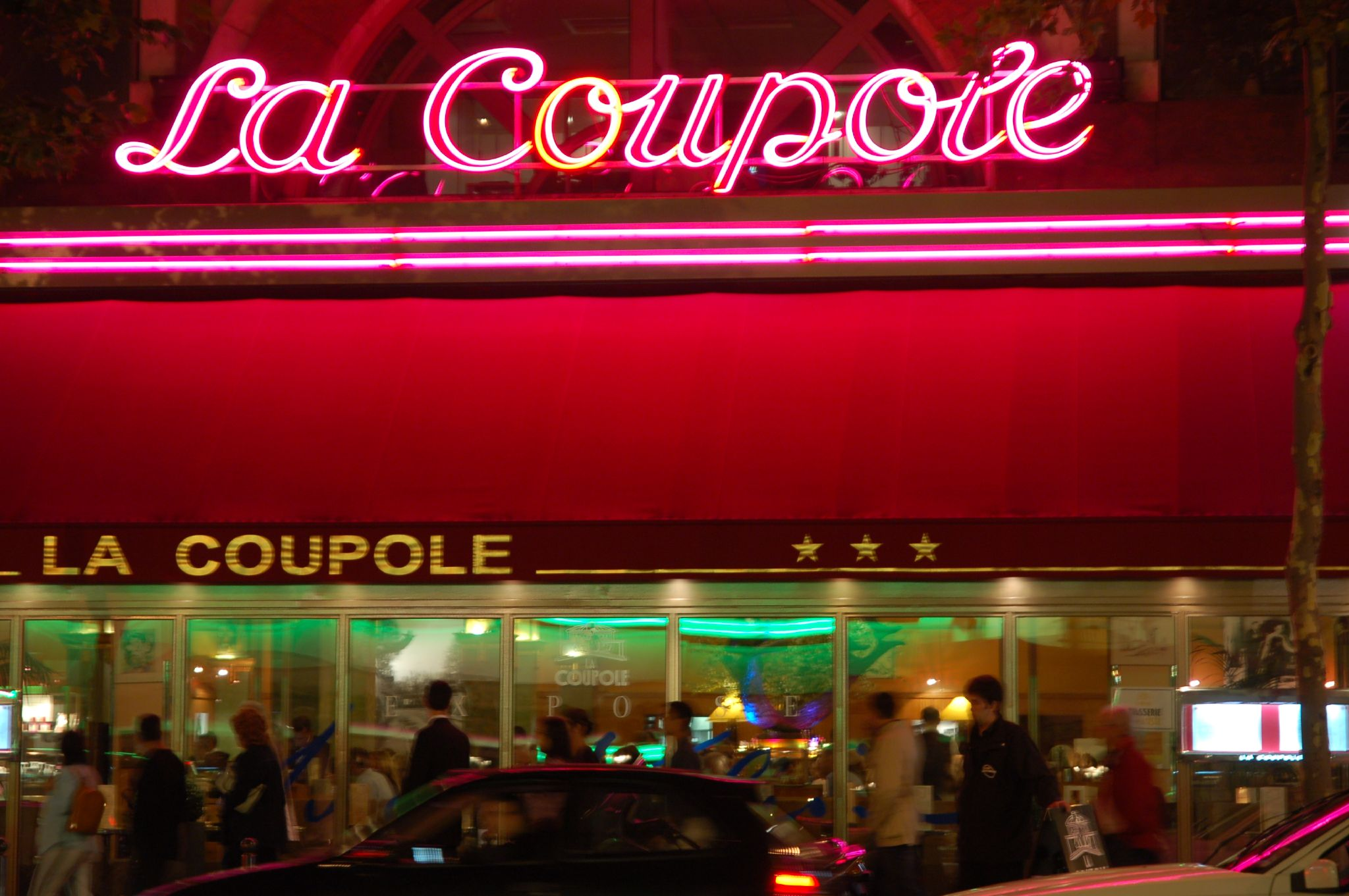
La Coupole oggi

La Coupole è una famosa brasserie parigina sita nel quartiere di Montparnasse sull'omonimo boulevard.

## Storia
René Lafont e suo cognato Ernest Fraux inaugurarono il locale, situato al 102 del boulevard du Montparnasse la sera del 20 dicembre 1927, ottenendo subito un rapido successo. All'apertura della brasserie erano presenti circa 2500 invitati, fra cui numerosi artisti.
Ospitò celebri personalità come: Jean Cocteau, Joséphine Baker, Man Ray, Georges Braque. Negli anni del 1930 gli aficionados erano Picasso, Simone de Beauvoir e Jean-Paul Sartre, Sonia Terk Delaunay, André Malraux, Jacques Prévert, Marc Chagall, Édith Piaf. Mentre tra il 1940 e il 1950, Ernest Hemingway, Marlene Dietrich e Ava Gardner.